# Saison 1936-1937 de l'IAHL
Saison suivante
La saison 1936-1937 est la première saison de la Ligue américaine de hockey connue alors sous le nom de International-American Hockey League. Huit équipes participent à la compétition et à l'issue de la saison régulière de quarante-huit rencontres, les Ramblers de Philadelphie finissent en tête. Ils perdent en finale de la Coupe Calder contre les Stars de Syracuse.

## Contexte et saison régulière
L'International-American Hockey League (également connue sous le sigle IAHL) est formée par la fusion de l’International Hockey Ligue (IHL) et de la Canadian-American Hockey League (Can-Am) en 1936. Maurice Podoloff devient le premier président de la nouvelle association.
La ligue est constituée de huit équipes réparties en deux divisions qui doivent jouer chacune 48 matchs. Les quatre équipes de la division Ouest viennent de l'IHL et celles de la division Est de la Can-Am. Le 17 mars 1936, la patinoire des Bisons de Buffalo est endommagée lors d'une tempête de neige. Ils rejoignent malgré tout l'IAHL pour sa première saison mais en jouant tous les matchs à domicile dans la ville de Niagara Falls en Ontario. Après seulement onze rencontres jouées, la direction des Bisons décident d'arrêter leurs activités, les finances ne suivant pas. Les matchs joués par les Bisons ne sont pas comptabilisés à la fin de la saison régulière qui se termine avec seulement sept équipes.
Les Ramblers de Philadelphie finissent la saison avec le plus de points, totalisant soixante points soit trois de plus que les Stars de Syracuse, meilleure équipe de la division Ouest. Les Stars remportent ainsi le trophée F.-G.-« Teddy »-Oke de la meilleure équipe de la division Ouest, le trophée étant un ancien trophée de l'IHL. Les Indians de Springfield et les Reds de Providence sont les deux autres équipes de la division Est à être qualifiés pour les séries éliminatoires alors que les Stars sont rejoints par les Hornets de Pittsburgh dans la division Ouest. Les Eagles de New Haven à l'Est et les Falcons de Cleveland à l'Ouest sont ainsi les deux seules équipes à manquer les séries.

### Résultats des matchs
Les résultats de l'ensemble des matchs de la saison sont situés dans le tableau ci-dessous. Les résultats de Buffalo sont indiqués même s'ils ne sont finalement pas comptés.
| Date             | Équipe domicile | Score   | Équipe visiteuse |
| ---------------- | --------------- | ------- | ---------------- |
| 7 novembre 1936  | Springfield     | 3–0     | Providence       |
| 7 novembre 1936  | Philadelphie    | 4–2     | New Haven        |
| 7 novembre 1936  | Buffalo         | 2–3     | Syracuse         |
| 7 novembre 1936  | Cleveland       | 2–4     | Pittsburgh       |
| 8 novembre 1936  | Pittsburgh      | 5–2     | Cleveland        |
| 8 novembre 1936  | Providence      | 2–1 (P) | Springfield      |
| 8 novembre 1936  | New Haven       | 1–3     | Philadelphie     |
| 8 novembre 1936  | Syracuse        | 5–3     | Buffalo          |
| 11 novembre 1936 | Philadelphie    | 3–3 (P) | Springfield      |
| 11 novembre 1936 | Pittsburgh      | 2–3 (P) | New Haven        |
| 14 novembre 1936 | Springfield     | 2–2 (P) | Philadelphie     |
| 14 novembre 1936 | Pittsburgh      | 4–3     | Syracuse         |
| 14 novembre 1936 | Cleveland       | 2–1 (P) | New Haven        |
| 14 novembre 1936 | Buffalo         | 1–5     | Providence       |
| 15 novembre 1936 | Providence      | 4–1     | Philadelphie     |
| 15 novembre 1936 | Syracuse        | 7–1     | Springfield      |
| 15 novembre 1936 | New Haven       | 3–3 (P) | Pittsburgh       |
| 17 novembre 1936 | Buffalo         | 0–1     | Springfield      |
| 18 novembre 1936 | Providence      | 4–3     | Syracuse         |
| 18 novembre 1936 | Philadelphie    | 2–3     | Pittsburgh       |
| 21 novembre 1936 | Springfield     | 4–2     | Providence       |
| 21 novembre 1936 | Cleveland       | 1–6     | Syracuse         |
| 21 novembre 1936 | Buffalo         | 0–1     | Philadelphie     |
| 22 novembre 1936 | Pittsburgh      | 1–3     | Buffalo          |
| 22 novembre 1936 | Providence      | 4–0     | Cleveland        |
| 22 novembre 1936 | New Haven       | 1–2     | Springfield      |
| 22 novembre 1936 | Syracuse        | 2–1     | Philadelphie     |
| 25 novembre 1936 | Pittsburgh      | 9–0     | Providence       |
| 25 novembre 1936 | Springfield     | 1–1 (P) | Cleveland        |
| 25 novembre 1936 | Philadelphie    | 3–1     | Buffalo          |
| 26 novembre 1936 | Syracuse        | 4–1     | Providence       |
| 28 novembre 1936 | Cleveland       | 2–3     | Providence       |
| 28 novembre 1936 | Springfield     | 2–1     | Philadelphie     |
| 28 novembre 1936 | Buffalo         | 4–2     | Pittsburgh       |
| 29 novembre 1936 | Syracuse        | 4–1     | Pittsburgh       |
| 29 novembre 1936 | New Haven       | 3–1     | Providence       |
| 2 décembre 1936  | Philadelphie    | 4–2     | Syracuse         |
| 2 décembre 1936  | Providence      | 3–1     | New Haven        |
| 3 décembre 1936  | New Haven       | 5–1     | Syracuse         |
| 4 décembre 1936  | Buffalo         | 5–6     | Providence       |
| 5 décembre 1936  | Springfield     | 5–2     | New Haven        |
| 5 décembre 1936  | Cleveland       | 1–2     | Philadelphie     |
| 6 décembre 1936  | Pittsburgh      | 2–2 (P) | Philadelphie     |
| 6 décembre 1936  | New Haven       | 2–0     | Cleveland        |
| 6 décembre 1936  | Providence      | 3–2     | Buffalo          |
| 6 décembre 1936  | Syracuse        | 4–4 (P) | Springfield      |
| 8 décembre 1936  | Buffalo         | 2–0     | Springfield      |
| 9 décembre 1936  | Philadelphie    | 4–3     | Cleveland        |
| 10 décembre 1936 | Syracuse        | 7–2     | New Haven        |
| 12 décembre 1936 | Philadelphie    | 1–5     | Providence       |
| 12 décembre 1936 | Springfield     | 2–0     | Pittsburgh       |
| 12 décembre 1936 | Cleveland       | 2–2 (P) | Syracuse         |
| 13 décembre 1936 | New Haven       | 1–1 (P) | Springfield      |
| 13 décembre 1936 | Providence      | 6–1     | Pittsburgh       |
| 13 décembre 1936 | Syracuse        | 3–3 (P) | Philadelphie     |
| 16 décembre 1936 | Pittsburgh      | 5–1     | Providence       |
| 16 décembre 1936 | Philadelphie    | 7–0     | Springfield      |
| 16 décembre 1936 | New Haven       | 4–5     | Syracuse         |
| 19 décembre 1936 | Springfield     | 6–2     | Syracuse         |
| 19 décembre 1936 | Cleveland       | 3–1 (P) | Providence       |
| 19 décembre 1936 | Philadelphie    | 1–0     | Pittsburgh       |
| 20 décembre 1936 | Syracuse        | 4–2     | Providence       |
| 20 décembre 1936 | New Haven       | 2–1     | Philadelphie     |
| 20 décembre 1936 | Pittsburgh      | 3–2 (P) | Cleveland        |
| 22 décembre 1936 | Syracuse        | 1–3     | New Haven        |
| 23 décembre 1936 | Pittsburgh      | 3–2     | New Haven        |
| 25 décembre 1936 | Providence      | 1–1 (P) | Springfield      |
| 26 décembre 1936 | Philadelphie    | 3–2     | Syracuse         |
| 26 décembre 1936 | Springfield     | 6–3     | Pittsburgh       |
| 26 décembre 1936 | Cleveland       | 0–0 (P) | New Haven        |
| 27 décembre 1936 | New Haven       | 5–0     | Pittsburgh       |
| 27 décembre 1936 | Providence      | 4–2     | Philadelphie     |
| 27 décembre 1936 | Syracuse        | 3–2 (P) | Cleveland        |
| 30 décembre 1936 | Cleveland       | 4–4 (P) | Philadelphie     |
| 1er janvier 1937 | Pittsburgh      | 1–4     | Springfield      |
| 1er janvier 1937 | Providence      | 1–4     | Syracuse         |
| 2 janvier 1937   | Cleveland       | 0–0 (P) | Springfield      |
| 2 janvier 1937   | Philadelphie    | 2–1     | New Haven        |
| 3 janvier 1937   | New Haven       | 3–2     | Cleveland        |
| 3 janvier 1937   | Syracuse        | 4–0     | Pittsburgh       |
| 3 janvier 1937   | Providence      | 2–2 (P) | Philadelphie     |
| 5 janvier 1937   | Springfield     | 2–1     | Cleveland        |
| 6 janvier 1937   | Cleveland       | 3–6     | Philadelphie     |
| 6 janvier 1937   | Providence      | 5–1     | New Haven        |
| 7 janvier 1937   | Pittsburgh      | 4–7     | Syracuse         |
| 9 janvier 1937   | Philadelphie    | 3–1     | Providence       |
| 9 janvier 1937   | Cleveland       | 5–3     | Pittsburgh       |
| 9 janvier 1937   | Springfield     | 2–1 (P) | Syracuse         |
| 10 janvier 1937  | Syracuse        | 6–1     | Springfield      |
| 10 janvier 1937  | New Haven       | 6–1     | Providence       |
| 10 janvier 1937  | Pittsburgh      | 1–4     | Philadelphie     |
| 14 janvier 1937  | Providence      | 5–2     | Cleveland        |
| 14 janvier 1937  | Philadelphie    | 6–3     | Springfield      |
| 16 janvier 1937  | Springfield     | 4–0     | Providence       |
| 16 janvier 1937  | Pittsburgh      | 3–0     | Syracuse         |
| 16 janvier 1937  | Cleveland       | 2–6     | Philadelphie     |
| 17 janvier 1937  | Providence      | 2–3     | Pittsburgh       |
| 17 janvier 1937  | New Haven       | 2–2 (P) | Cleveland        |
| 17 janvier 1937  | Syracuse        | 3–3 (P) | Philadelphie     |
| 19 janvier 1937  | Springfield     | 2–3     | Pittsburgh       |
| 20 janvier 1937  | New Haven       | 3–4     | Syracuse         |
| 20 janvier 1937  | Pittsburgh      | 2–1     | Providence       |
| 20 janvier 1937  | Philadelphie    | 3–2     | Cleveland        |
| 23 janvier 1937  | Springfield     | 2–1     | New Haven        |
| 23 janvier 1937  | Cleveland       | 2–2 (P) | Providence       |
| 23 janvier 1937  | Philadelphie    | 4–2     | Syracuse         |
| 24 janvier 1937  | Syracuse        | 3–2     | Providence       |
| 24 janvier 1937  | New Haven       | 2–6     | Philadelphie     |
| 24 janvier 1937  | Pittsburgh      | 1–3     | Cleveland        |
| 27 janvier 1937  | Cleveland       | 5–2     | Springfield      |
| 27 janvier 1937  | Providence      | 6–2     | Syracuse         |
| 30 janvier 1937  | Springfield     | 3–5     | Syracuse         |
| 30 janvier 1937  | Philadelphie    | 6–0     | Providence       |
| 30 janvier 1937  | Cleveland       | 2–1     | Pittsburgh       |
| 31 janvier 1937  | New Haven       | 4–4 (P) | Providence       |
| 31 janvier 1937  | Syracuse        | 2–3     | Cleveland        |
| 31 janvier 1937  | Pittsburgh      | 1–4     | Philadelphie     |
| 2 février 1937   | Syracuse        | 2–1     | New Haven        |
| 3 février 1937   | Providence      | 0–3     | Cleveland        |
| 3 février 1937   | Philadelphie    | 6–1     | Springfield      |
| 3 février 1937   | Pittsburgh      | 8–0     | New Haven        |
| 6 février 1937   | Cleveland       | 2–2 (P) | New Haven        |
| 6 février 1937   | Philadelphie    | 1–1 (P) | Pittsburgh       |
| 6 février 1937   | Springfield     | 2–2 (P) | Providence       |
| 7 février 1937   | Syracuse        | 5–1     | Philadelphie     |
| 7 février 1937   | New Haven       | 5–2     | Springfield      |
| 7 février 1937   | Providence      | 3–2     | Pittsburgh       |
| 10 février 1937  | Pittsburgh      | 2–1     | Syracuse         |
| 10 février 1937  | New Haven       | 3–4     | Providence       |
| 10 février 1937  | Cleveland       | 1–4     | Springfield      |
| 13 février 1937  | Pittsburgh      | 3–1     | Cleveland        |
| 13 février 1937  | Springfield     | 5–1     | New Haven        |
| 13 février 1937  | Philadelphie    | 1–3     | Syracuse         |
| 14 février 1937  | New Haven       | 1–5     | Philadelphie     |
| 14 février 1937  | Syracuse        | 5–4     | Pittsburgh       |
| 14 février 1937  | Providence      | 2–2 (P) | Springfield      |
| 17 février 1937  | Providence      | 2–2 (P) | Syracuse         |
| 18 février 1937  | Pittsburgh      | 5–2     | Springfield      |
| 18 février 1937  | New Haven       | 4–2     | Syracuse         |
| 20 février 1937  | Cleveland       | 3–2 (P) | Syracuse         |
| 20 février 1937  | Philadelphie    | 1–2     | New Haven        |
| 20 février 1937  | Springfield     | 2–1     | Pittsburgh       |
| 21 février 1937  | New Haven       | 1–3     | Pittsburgh       |
| 21 février 1937  | Syracuse        | 7–3     | Cleveland        |
| 21 février 1937  | Providence      | 5–1     | Philadelphie     |
| 23 février 1937  | Springfield     | 3–2     | Cleveland        |
| 24 février 1937  | Pittsburgh      | 3–4     | Providence       |
| 24 février 1937  | Philadelphie    | 9–3     | Cleveland        |
| 27 février 1937  | Cleveland       | 3–2     | Providence       |
| 27 février 1937  | Springfield     | 2–1     | Philadelphie     |
| 28 février 1937  | New Haven       | 3–4     | Springfield      |
| 28 février 1937  | Syracuse        | 0–3     | Providence       |
| 3 mars 1937      | Providence      | 2–3     | New Haven        |
| 3 mars 1937      | Cleveland       | 3–1     | Springfield      |
| 4 mars 1937      | Pittsburgh      | 3–1     | Springfield      |
| 6 mars 1937      | Cleveland       | 0–1 (P) | Pittsburgh       |
| 6 mars 1937      | Springfield     | 0–6     | Syracuse         |
| 6 mars 1937      | Philadelphie    | 0–1     | Providence       |
| 7 mars 1937      | Syracuse        | 7–2     | Pittsburgh       |
| 7 mars 1937      | Providence      | 4–1     | Springfield      |
| 7 mars 1937      | New Haven       | 2–5     | Cleveland        |
| 9 mars 1937      | Syracuse        | 4–3     | New Haven        |
| 9 mars 1937      | Springfield     | 7–4     | Cleveland        |
| 10 mars 1937     | Pittsburgh      | 3–1     | New Haven        |
| 10 mars 1937     | Philadelphie    | 5–2     | Cleveland        |
| 11 mars 1937     | Providence      | 6–2     | Pittsburgh       |
| 13 mars 1937     | Cleveland       | 6–3     | New Haven        |
| 13 mars 1937     | Springfield     | 1–4     | Philadelphie     |
| 14 mars 1937     | Providence      | 3–2 (P) | Cleveland        |
| 14 mars 1937     | Syracuse        | 4–3     | Springfield      |
| 14 mars 1937     | New Haven       | 0–1     | Pittsburgh       |
| 17 mars 1937     | Pittsburgh      | 0–1     | Springfield      |
| 17 mars 1937     | Philadelphie    | 4–2     | New Haven        |
| 20 mars 1937     | Cleveland       | 4–6     | Syracuse         |
| 20 mars 1937     | Philadelphie    | 4–2     | Pittsburgh       |
| 20 mars 1937     | Springfield     | 4–0     | New Haven        |
| 21 mars 1937     | Providence      | 3–4     | New Haven        |
| 21 mars 1937     | Syracuse        | 9–5     | Cleveland        |
| 21 mars 1937     | Pittsburgh      | 5–0     | Philadelphie     |

### Classements des équipes
| Clt   | Équipe                   | PJ | V  | D  | N | BP  | BC  | Pts |
| ----- | ------------------------ | -- | -- | -- | - | --- | --- | --- |
| +001, | Ramblers de Philadelphie | 48 | 26 | 15 | 8 | 149 | 106 | 60  |
| +002, | Indians de Springfield   | 48 | 22 | 17 | 9 | 117 | 125 | 53  |
| +003, | Reds de Providence       | 48 | 21 | 20 | 7 | 122 | 125 | 49  |
| +004, | Eagles de New Haven      | 48 | 14 | 28 | 6 | 107 | 142 | 34  |

| Clt   | Équipe                | PJ | V  | D  | N | BP  | BC  | Pts |
| ----- | --------------------- | -- | -- | -- | - | --- | --- | --- |
| +001, | Stars de Syracuse     | 48 | 27 | 16 | 5 | 173 | 129 | 59  |
| +002, | Hornets de Pittsburgh | 48 | 22 | 23 | 3 | 122 | 124 | 47  |
| +003, | Falcons de Cleveland  | 48 | 13 | 27 | 8 | 113 | 152 | 34  |
| +004, | Bisons de Buffalo     | 11 | 3  | 8  | 0 | 22  | 30  | 6   |

- En gras et en italique : champion de la saison régulière
- En gras : qualifié pour les séries éliminatoires

### Classement des meilleurs pointeurs
Avec soixante points en quarante-huit rencontres, Jack Markle joueur des Stars de Syracuse est le meilleur réalisateur de la saison ; il est également le meilleur passeur de l'IAHL. Bryan Hextall, futur vedette des Rangers de New York dans la Ligue nationale de hockey et futur membre du Temple de la renommée, joue alors avec les Ramblers de Philadelphie et il termine meilleur buteur de la saison avec vingt-neuf buts,.
| Joueur              | Équipe       | PJ | B  | A  | Pts | Pun |
| ------------------- | ------------ | -- | -- | -- | --- | --- |
| Jack Markle         | Syracuse     | 48 | 21 | 39 | 60  | 2   |
| Clint Smith         | Philadelphie | 47 | 25 | 29 | 54  | 15  |
| Bryan Hextall       | Philadelphie | 48 | 29 | 23 | 52  | 34  |
| Eddie Convey (en)   | Syracuse     | 48 | 12 | 37 | 49  | 82  |
| Jackie Keating (en) | Providence   | 48 | 12 | 31 | 43  | 22  |
| Lorne Duguid        | Providence   | 47 | 20 | 21 | 41  | 16  |
| Norman Mann (en)    | Syracuse     | 46 | 17 | 24 | 41  | 47  |
| Charlie Mason       | Philadelphie | 48 | 25 | 15 | 40  | 17  |
| Bazel Doran         | Syracuse     | 48 | 24 | 15 | 39  | 42  |
| Art Jackson         | Syracuse     | 29 | 17 | 21 | 38  | 38  |

## Séries éliminatoires de la Coupe Calder

### Déroulement
Initialement, six équipes devaient jouer les séries éliminatoires mais avec l'arrêt des Bisons en cours de saison, il est décidé de ne qualifier que deux équipes dans la division Ouest. Ainsi, les deux équipes de la division Ouest se rencontrent pour déterminer quelle équipe jouera la finale alors que pour la division Est, un premier tour a lieu entre les équipes classées deuxième et troisième. Le vainqueur rencontre par la suite les Ramblers de Philadelphie, premiers de la division sur la saison régulière.
|  | Quart de finale | Quart de finale | Quart de finale | Quart de finale |              |              | Demi-finales | Demi-finales | Demi-finales | Demi-finales |  |  | Finale | Finale | Finale | Finale |
|  |                 |                 |                 |                 |              |              |              |              |              |              |  |  |        |        |        |        |
|  |                 |                 |                 |                 |              |              |              |              |              |              |  |  |        |        |        |        |
|  |                 |                 |                 |                 |              |              |              |              |              |              |  |  |        |        |        |        |
|  |                 |                 |                 |                 |              |              |              |              |              |              |  |  |        |        |        |        |
|  |                 |                 |                 |                 |              |              |              |              |              |              |  |  |        |        |        |        |
|  |                 |                 |                 |                 |              |              |              |              |              |              |  |  |        |        |        |        |
|  | Philadelphie    | Philadelphie    | 2               | 2               |              |              |              |              |              |              |  |  |        |        |        |        |
|  | Philadelphie    | Philadelphie    | 2               | 2               |              |              |              |              |              |              |  |  |        |        |        |        |
|  |                 |                 | Springfield     | Springfield     | 0            | 0            |              |              |              |              |  |  |        |        |        |        |
|  | Springfield     | Springfield     | Springfield     | Springfield     | 0            | 0            | 2            | 2            |              |              |  |  |        |        |        |        |
|  | Springfield     | Springfield     |                 |                 |              |              |              | 2            |              |              |  |  |        |        |        |        |
|  | Providence      | Providence      | 1               | 1               |              |              |              |              |              |              |  |  |        |        |        |        |
|  | Providence      | Providence      | 1               | 1               | Philadelphie | Philadelphie | 1            | 1            |              |              |  |  |        |        |        |        |
|  |                 |                 |                 |                 | Philadelphie | Philadelphie | 1            | 1            |              |              |  |  |        |        |        |        |
|  |                 |                 | Syracuse        | Syracuse        | 3            | 3            |              |              |              |              |  |  |        |        |        |        |
|  |                 |                 |                 |                 | 3            | 3            |              |              |              |              |  |  |        |        |        |        |
|  |                 |                 |                 |                 |              |              |              |              |              |              |  |  |        |        |        |        |
|  |                 |                 |                 |                 |              |              |              |              |              |              |  |  |        |        |        |        |
|  | Syracuse        | Syracuse        | 3               | 3               |              |              |              |              |              |              |  |  |        |        |        |        |
|  | Syracuse        | Syracuse        | 3               | 3               |              |              |              |              |              |              |  |  |        |        |        |        |
|  |                 |                 | Pittsburgh      | Pittsburgh      | 2            | 2            |              |              |              |              |  |  |        |        |        |        |
|  |                 |                 |                 |                 | 2            | 2            |              |              |              |              |  |  |        |        |        |        |
|  |                 |                 |                 |                 |              |              |              |              |              |              |  |  |        |        |        |        |
|  |                 |                 |                 |                 |              |              |              |              |              |              |  |  |        |        |        |        |
|  |                 |                 |                 |                 |              |              |              |              |              |              |  |  |        |        |        |        |
|  |                 |                 |                 |                 |              |              |              |              |              |              |  |  |        |        |        |        |

Les Stars de Syracuse battent les Ramblers de Philadelphie 3 matchs à 1 et remportent la première Coupe Calder de l'histoire.

### Quarts de finale
| 23 mars 1937 | Springfield | 1-0 | Providence | Eastern States Coliseum |

| Feuille de match | Feuille de match                            | Feuille de match | Feuille de match | Feuille de match         |
| ---------------- | ------------------------------------------- | ---------------- | ---------------- | ------------------------ |
|                  | F. Jack (R. Conn, B. McCully) — 25 min 13 s | 1-0              | -                | Arbitrage : Shaver Coutu |
| Benny Grant      | Gardiens                                    | Paddy Byrne      |                  | Arbitrage : Shaver Coutu |
|                  |                                             |                  |                  | Arbitrage : Shaver Coutu |
|                  |                                             |                  |                  | Arbitrage : Shaver Coutu |

| 25 mars 1937 | Providence | 2-1 | Springfield | Rhode Island Auditorium |

| Feuille de match | Feuille de match | Feuille de match | Feuille de match | Feuille de match |
| ---------------- | ---------------- | ---------------- | ---------------- | ---------------- |
|                  |                  |                  |                  |                  |
| Paddy Byrne      | Gardiens         | Benny Grant      |                  |                  |
|                  |                  |                  |                  |                  |
|                  |                  |                  |                  |                  |

| 27 mars 1937 | Springfield | 5-4 | Providence | Eastern States Coliseum |

| Feuille de match | Feuille de match | Feuille de match | Feuille de match | Feuille de match |
| ---------------- | ---------------- | ---------------- | ---------------- | ---------------- |
|                  |                  |                  |                  |                  |
| Benny Grant      | Gardiens         | Paddy Byrne      |                  |                  |
|                  |                  |                  |                  |                  |
|                  |                  |                  |                  |                  |

### Demi-finales

#### Philadelphie contre Springfield
| 30 mars 1937 | Philadelphie | 3-1 | Springfield |  |

| 1er avril 1937 | Springfield | 0-5 (0-0, 0-0, 0-5) | Philadelphie |  |

| Feuille de match | Feuille de match | Feuille de match    | Feuille de match | Feuille de match |
| ---------------- | ---------------- | ------------------- | --- | ---------------- |
|                  | - -              | 0-1 0-2 0-3 0-4 0-5 | B. Hextall — 46 min 38 s C. Barton (C. Mason) — 49 min 15 s L. Roubell B. Hextall — 57 min 50 s C. Smith — 58 min 50 s |                  |
| Benny Grant      | Gardiens         | Bert Gardiner       | |                  |
|                  |                  |                     | |                  |
|                  |                  |                     | |                  |

#### Syracuse contre Pittsburgh
Lors du quatrième match de la série, le gardien habituel de Pittsburgh, Earl Robertson, joue avec les Red Wings de Détroit dans la LNH et Jimmy Franks prend sa place pour Pittsburgh et les aide à remporter la victoire.
| 24 mars 1937 | Syracuse | 4-1 (1-1, 2-0, 1-0) | Pittsburgh |  |

| Feuille de match | Feuille de match | Feuille de match    | Feuille de match            | Feuille de match                           |
| ---------------- | --- | ------------------- | --------------------------- | ------------------------------------------ |
|                  | B. Doran (J. Markle, A. Jackson) — 6 min 1 s - N. Mann (M. Blake, G. Parsons) — 27 min 26 s M. Bennett (M. Armstrong) — 38 min 3 s M. Armstrong (N. Locking, M. Bennett) — 46 min 59 s | 1-0 1-1 2-1 3-1 4-1 | - J. Doran — 6 min 40 s - - | Arbitrage : Bert Corbeau et Rabbit McVeigh |
| Phil Stein       | Gardiens | Earl Robertson      |                             | Arbitrage : Bert Corbeau et Rabbit McVeigh |
|                  | |                     |                             | Arbitrage : Bert Corbeau et Rabbit McVeigh |
|                  | |                     |                             | Arbitrage : Bert Corbeau et Rabbit McVeigh |

| 27 mars 1937 | Pittsburgh | 4-1 (2-0, 0-1, 2-0) | Syracuse |  |

| Feuille de match | Feuille de match | Feuille de match    | Feuille de match                                    | Feuille de match               |
| ---------------- | --- | ------------------- | --------------------------------------------------- | ------------------------------ |
|                  | D. Deacon — 1 min 16 s B. Williams — 11 min 6 s - D. Deacon — 41 min 7 s A. Giroux (D. Deacon, W. Starr) — 43 min 43 s | 1-0 2-0 2-1 3-1 4-1 | - B. Doran (J. Markle, E. Covery) — 33 min 47 s - - | Arbitrage : Corbeau et McVeigh |
| Earl Robertson   | Gardiens | Phil Stein          |                                                     | Arbitrage : Corbeau et McVeigh |
|                  | |                     |                                                     | Arbitrage : Corbeau et McVeigh |
|                  | |                     |                                                     | Arbitrage : Corbeau et McVeigh |

| 28 mars 1937 | Syracuse | 3-0 (1-0, 0-0, 2-0) | Pittsburgh |  |

| Feuille de match | Feuille de match                                                                                                 | Feuille de match | Feuille de match | Feuille de match               |
| ---------------- | --- | ---------------- | ---------------- | ------------------------------ |
|                  | J. Howard (M. Armstrong) — 11 min 34 s M. Armstrong — 55 min 35 s J. Markle (B. Doran, A. Jackson) — 58 min 35 s | 1-0 2-0 3-0      | - -              | Arbitrage : Corbeau et McVeigh |
| Phil Stein       | Gardiens | Earl Robertson   |                  | Arbitrage : Corbeau et McVeigh |
|                  | |                  |                  | Arbitrage : Corbeau et McVeigh |
|                  | |                  |                  | Arbitrage : Corbeau et McVeigh |

| 31 mars 1937 | Pittsburgh | 2-1 (0-1, 0-0, 2-0) | Syracuse |  |

| Feuille de match | Feuille de match                                               | Feuille de match | Feuille de match                           | Feuille de match               |
| ---------------- | -------------------------------------------------------------- | ---------------- | ------------------------------------------ | ------------------------------ |
|                  | - A. Giroux — 56 min 26 s J. Sherf (B. Williams) — 56 min 51 s | 0-1 1-1 2-1      | J. Howard (M. Armstrong) — 13 min 47 s - - | Arbitrage : Corbeau et McVeigh |
| Jimmy Franks     | Gardiens                                                       | Phil Stein       |                                            | Arbitrage : Corbeau et McVeigh |
|                  |                                                                |                  |                                            | Arbitrage : Corbeau et McVeigh |
|                  |                                                                |                  |                                            | Arbitrage : Corbeau et McVeigh |

| 4 avril 1937 | Syracuse | 4-3 (0-0, 2-0, 2-3) | Pittsburgh |  |

| Feuille de match | Feuille de match | Feuille de match        | Feuille de match | Feuille de match               |
| ---------------- | --- | ----------------------- | --- | ------------------------------ |
|                  | M. Armstrong (M. Bennett, N. Locking) — 26 min 55 s J. Markle (A. Jackson, C. Shannon) — 36 min 11 s E. Convey (N. Mann, M. Blake) — 40 min 46 s M. Blake — 43 min 31 s - | 1-0 2-0 3-0 4-0 4-1 4-3 | - A. Giroux (W. Starr, D. Deacon) — 48 min 7 s K. Doraty (W. Hudson) — 56 min 16 s R. Hudson (C. Drouillard, C. Liscombe) — 57 min 2 s | Arbitrage : Corbeau et McVeigh |
| Phil Stein       | Gardiens | Earl Robertson          | | Arbitrage : Corbeau et McVeigh |
|                  | |                         | | Arbitrage : Corbeau et McVeigh |
|                  | |                         | | Arbitrage : Corbeau et McVeigh |

### Finale
| 6 avril 1937 | Philadelphie | 2-0 (0-0, 0-0, 2-0) | Syracuse |  |

| Feuille de match | Feuille de match                                                                          | Feuille de match | Feuille de match | Feuille de match |
| ---------------- | ----------------------------------------------------------------------------------------- | ---------------- | ---------------- | ---------------- |
|                  | B. Kirk (C. Smith, B. Hextall) — 48 min 50 s C. Smith (B. Hextall, B. Kirk) — 53 min 36 s | 1-0 2-0          | -                |                  |
|                  |                                                                                           |                  |                  |                  |
|                  |                                                                                           |                  |                  |                  |
|                  |                                                                                           |                  |                  |                  |

| 8 avril 1937 | Syracuse | 5-2 (1-1, 3-0, 1-1) | Philadelphie |  |

| Feuille de match | Feuille de match | Feuille de match            | Feuille de match                                    | Feuille de match |
| ---------------- | --- | --------------------------- | --------------------------------------------------- | ---------------- |
|                  | G. Parsons (N. Mann) — 2 min 38 s - G. Parsons — 2e pér. M. Bennett — 2e pér. C. Shannon — 2e pér. - M. Armstrong — 3e pér. | 1-0 1-1 2-1 3-1 4-1 4-2 5-2 | - C. Smith — 13 min 38 s - C. Mason — 51 min 48 s - |                  |
|                  | |                             |                                                     |                  |
|                  | |                             |                                                     |                  |
|                  | |                             |                                                     |                  |

| 10 avril 1937 | Philadelphie | 1-4 (1-2, 0-1, 0-1) | Syracuse |  |

| Feuille de match | Feuille de match                                     | Feuille de match    | Feuille de match | Feuille de match          |
| ---------------- | ---------------------------------------------------- | ------------------- | --- | ------------------------- |
|                  | - E. Wares (L. Roubell, R. McFadden) — 14 min 56 s - | 0-1 1-1 1-2 1-3 1-4 | G. Parsons (E. Convey, N. Mann) — 1 min 3 s - Jack Church (N. Mann, E. Convey) — 19 min 58 s A. Jackson — 21 min 48 s C. Shannon (A. Jackson, J. Markle) — 40 min 40 s | Arbitrage : Corbeau Coutu |
|                  |                                                      |                     | | Arbitrage : Corbeau Coutu |
|                  |                                                      |                     | | Arbitrage : Corbeau Coutu |
|                  |                                                      |                     | | Arbitrage : Corbeau Coutu |

| 11 avril 1937 | Syracuse | 5-0 (0-0, 2-0, 3-0) | Philadelphie |  |

| Feuille de match | Feuille de match | Feuille de match    | Feuille de match | Feuille de match           |
| ---------------- | --- | ------------------- | ---------------- | -------------------------- |
|                  | N. Mann (C. Shannon, G. Parsons) — 23 min 45 s N. Mann (G. Parsons) — 24 min 37 s E. Convey (N. Mann) — 41 min 13 s M. Bennett — 46 min 24 s N. Locking (M. Armstrong, M. Bennett) — 57 min 33 s | 1-0 2-0 3-0 4-0 5-0 | -                | Arbitrage : Shaver Corbeau |
|                  | |                     |                  | Arbitrage : Shaver Corbeau |
|                  | |                     |                  | Arbitrage : Shaver Corbeau |
|                  | |                     |                  | Arbitrage : Shaver Corbeau |

### Effectif champion
L'effectif de l'équipe des Stars de Syracuse sacré champion de la Coupe Calder est le suivant, :
- Gardien de but : Phil Stein ;
- Défenseurs : Jack Church, Jack Howard, Charles Shannon ;
- Attaquants : Murray Armstrong, Max Bennett, Mickey Blake, Eddie Convey, Bazel Doran, Art Jackson, James Jarvis, Norm Locking, Norman Mann, Jack Markle, George Parsons ;
- Entraîneur : Eddie Powers.